# Pachynotacris amethystinus
Pachynotacris amethystinus är en insektsart som först beskrevs av Bolívar, I. 1908.  Pachynotacris amethystinus ingår i släktet Pachynotacris och familjen gräshoppor. Inga underarter finns listade i Catalogue of Life.